# Antonio Candela
Antonio Candela (La Spezia, 27 de abril de 2000) es un futbolista profesional italiano que juega como defensa en el Venezia F. C. de la Serie B.

## Trayectoria
El 5 de agosto de 2017, Candela hizo su debut profesional con el Spezia Calcio contra la Reggiana de la Serie C en la Copa de Italia.
El 31 de julio de 2019, fue cedido al Trapani Calcio de la Serie B hasta el 30 de junio de 2020. El 31 de enero de 2020 pasó cedido al club de la Serie C Olbia.
El 3 de septiembre de 2020 fue cedido al U.S. Pergolettese 1932, y el 24 de julio de 2021 cedido de nuevo al Cesena F.C..
El 25 de agosto de 2022, el Genoa Cricket & F. C.y el Venezia F. C. llegaron a un acuerdo en virtud del cual Candela (más una cantidad económica) era traspasado al Venezia a cambio de Mattia Aramu. Candela firmó un acuerdo de tres años con el Venezia, con opción de prórroga.
El 3 de febrero de 2025, Candela fue cedido al equipo español Real Valladolid C. F. de la Primera División de España para el resto de la temporada 2024-25.

## Selección nacional
Participó en el Campeonato Europeo de la UEFA Sub-19 de 2018 con la Selección de fútbol sub-20 de Italia, que conquistó el subcampeonato.

## Clubes
Actualizado a 24 de mayo de 2025.
| Club                            | País          | Año                | PJ  | G |
| ------------------------------- | ------------- | ------------------ | --- | - |
| Spezia Calcio                   | Italia        | 2017-2018          | 1   | 0 |
| Genoa Cricket & F. C. Primavera | Italia        | 2018-2019          | 37  | 0 |
| Genoa Cricket & F. C.           | Italia        | 2018-2022          | 0   | 0 |
| F. C. Trapani 1905              | Italia        | 2019-2020 (cedido) | 7   | 0 |
| Olbia Calcio 1905               | Italia        | 2020 (cedido)      | 6   | 0 |
| U. S. Pergolettese 1932         | Italia        | 2020-21 (cedido)   | 30  | 0 |
| Cesena F. C.                    | Italia        | 2021-22 (cedido)   | 28  | 4 |
| Venezia F. C.                   | Italia        | 2022-Act.          | 86  | 3 |
| Real Valladolid C. F.           | España        | 2025-Act. (cedido) | 12  | 0 |
| Total carrera                   | Total carrera | Total carrera      | 207 | 7 |